# 宣德群岛

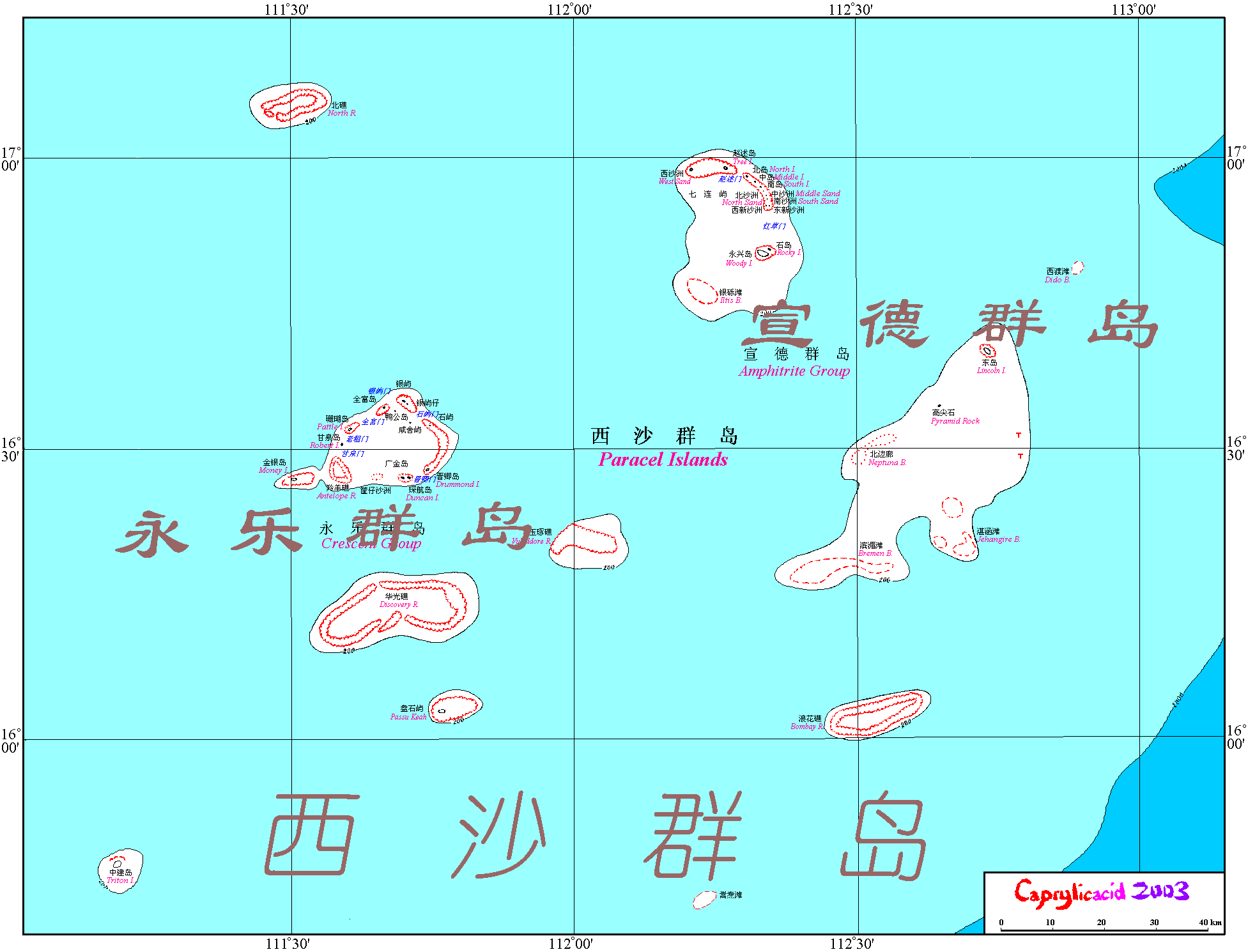
宣德群岛位于西沙群岛的东部。

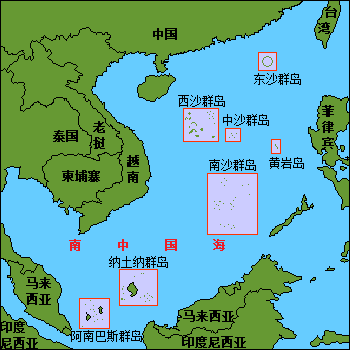
西沙群島位于南中國海的西北部。

宣德群岛是西沙群岛的组成部分，因纪念明朝宣德年间郑和下西洋而得名。在西沙群岛中，永乐群岛在西，宣德群岛在东，故宣德群岛又称东侧群岛，包括宣德环礁、东岛环礁、浪花礁、西渡滩等岛礁、沙洲、暗滩等。

## 名称
在中国官方文献，西沙群岛被分作永乐群岛和宣德群岛，事实上这种分法与客观的地理分布并不十分符合：两片区域之间没有任何明确的地理、地质分隔（如海沟、断层等）；两者的各个组成部分相互交错分布，而不是各自“抱团”。（这种分法有可能源于对水面岛屿的分片划分，因为从水面岛屿来看，宣德环礁和永乐环礁是西沙群岛的两个大而集中的岛屿集团，其它零散的4个岛屿可以分别归属它们的附属岛屿。）
英文文献及多国地圖(包括德国、法国、英国、美国等)中亦有直接对应的单词与永乐群岛和宣德群岛对应，某些时候，英文文献会以永乐群岛[Yung-Lo Chun-Tao]Crescent Group和宣德群岛[Hsuan-Te Chun-Tao]Amphitrite Group。整個西沙群島更以[Hsi-Sha Chun-Tao]Paracel Islands來顯示。

## 地理
从地理位置来看，西沙群岛的北礁和中建岛相对孤立，其它岛礁都分布于以玉琢礁为中心的密集区域。海底地形则更清晰地表现出各岛礁相对亲疏关系：西沙多数岛礁都集中分布于一个中心台地，外围分散的中建岛、北礁和浪花礁较为独立，而中心台地被“西沙中海槽”分成两片，东片是宣德环礁-东岛环礁，为宣德群岛核心区，西片是永乐环礁-华光礁-盘石屿-玉琢礁，为永乐群岛的核心区。因此，如果不包括外围的中建岛、北礁和浪花礁，永乐群岛和宣德群岛的划分是有地理学依据的。注：西沙中海槽向北没有明显的延伸，向南的延伸在东岛环礁和浪花礁之间穿过。

## 组成
- 宣德环礁包括赵述岛、北岛、中岛、南岛、永兴岛、石岛等12个大小岛屿、沙洲。
- 东岛环礁包括东岛、高尖石等岛屿以及三个暗滩，是西沙群岛中面积最大的环礁。
- 浪花礁没有露出水面的岛屿，设有永久灯塔。